# Guillaume Leyte
Pour les articles homonymes, voir Leyte.
Guillaume Leyte, né le 23 juillet 1962, est un historien français du droit. Professeur d'histoire du droit, il est président de l'université Paris II Panthéon-Assas du 22 juin 2012 au 30 novembre 2020.

## Biographie

### Jeunesse et études
Guillaume Leyte est docteur en droit pour une thèse obtenue en 1993. Il est reçu à l'agrégation d'histoire du droit en 1994, au rang de major. 

### Parcours professionnel
Guillaume Leyte enseigne à l'université de Strasbourg, puis à l'université d'Amiens et à l'université Paris V Descartes. Il a été nommé à l'université Panthéon-Assas en 2002. Professeur d'histoire du droit, ses recherches portent sur l'histoire comparée du droit et des institutions, l'histoire constitutionnelle comparée, l'histoire de la pensée juridique et politique. Il dirige, depuis 2005, l'Institut d'histoire du droit et préside le département de droit romain et d'histoire du droit depuis 2009. En 2010-2012, il a été directeur adjoint de l'Institute of european and comparative law de l'université d'Oxford, en Angleterre. Il a été élu à trois reprises au CNU et par deux fois membre du concours national d'agrégation en histoire du droit et des institutions.
Le 20 juin 2012, Guillaume Leyte est élu président de l'université Panthéon-Assas et a été réélu à ce poste le 21 juin 2016 pour quatre ans.
Le 30 novembre 2020, le professeur Stéphane Braconnier lui succède à la présidence de l'université Panthéon-Assas.

## Polémiques
En mars 2020, lors du confinement, 900 étudiants d'Assas, trois professeurs et des syndicats étudiants dénoncent dans une lettre ouverte dans Valeurs actuelles les méthodes de gestion des cours à distance et le management de Guillaume Leyte, à la tête de l'université. En outre, sa gestion des partiels est également critiquée considérée comme "juridiquement contestable".
En septembre 2020, le magazine Marianne révèle que sous sa présidence, de "graves dysfonctionnements" existent dans la gestion en présentiel des examens de rattrapages (pas de respect des gestes barrières, mauvaise communication...). L'Université sous sa présidence est alors accusée de mettre "en danger" les étudiants.

## Ouvrages
- Domaine et domanialité publique dans la France médiévale, XIIe – XVe siècles, Presses universitaires de Strasbourg, 1996.
- La Monarchie française du milieu du XVIe siècle à 1715 : L'Esprit des institutions (avec J.M. Carbasse et S. Soleil), éd. CDU SEDES, 2001.
- L'État royal, XIIe-XVIIIe siècle : Une anthologie (avec J.M. Carbasse), éd. Léviathan, 2004.